# تيم دون
تيم دون (بالإنجليزية: Tim Don) هو تريثلت بريطاني، ولد في 14 يناير 1978 في هاونزلو في المملكة المتحدة.

## وصلات خارجية
- تيم دون على موقع الاتحاد الدولي لألعاب القوى (الإنجليزية)
- تيم دون على موقع اتحاد الترياتلون الدولي (الإنجليزية)
- تيم دون على موقع IAT Triathlon Database (الإنجليزية)
- تيم دون على موقع أوليمبيديا (الإنجليزية)
- تيم دون على موقع اللجنة الأولمبية البريطانية (الإنجليزية)
- تيم دون على موقع اتحاد ألعاب الكومنولث (مؤرشف) (الإنجليزية)